# Apatania auricula
Apatania auricula là một loài Trichoptera trong họ Apataniidae. Chúng phân bố ở miền Cổ bắc.